# Székely József (artista)
Székely József, Suber (Igar-Vámszőlőhegy, 1923. szeptember 30. – Budapest, 2004. december 7.) magyar artistaművész.

## Élete
Sok pályatársához hasonlóan ő is a tornasportból került a porondra. Magyarországon levegőakrobataként, külföldön a Trio Szekely egyensúlyozó formáció tagjaként ért el sikereket. Artista pályafutása 1966-ban ért véget. Az 1966/1967. tanévben az Állami Artistaképző Iskolában segédtanárként tevékenykedett, utána nyugdíjba vonulásáig a Magyar Cirkusz és Varieté Vállalatnál dolgozott szervezőként, majd propaganda előadóként. 2004-ben 82. életévében hunyt el Budapesten. Fia Székely-Suber Zsolt történelemtanár, könyvtáros.